# Promozione Calabria 1975-1976
Nella stagione 1975-1976 la Promozione era il quinto livello del calcio italiano (il massimo livello regionale). Qui vi sono le statistiche relative al campionato in Calabria.
Il campionato è strutturato in vari gironi all'italiana su base regionale, gestiti dai Comitati Regionali di competenza. Promozioni alla categoria superiore e retrocessioni in quella inferiore non erano sempre omogenee; erano quantificate all'inizio del campionato dal Comitato Regionale secondo le direttive stabilite dalla Lega Nazionale Dilettanti, ma flessibili, in relazione al numero delle società retrocesse dal Campionato Interregionale e perciò, a seconda delle varie situazioni regionali, la fine del campionato poteva avere degli spareggi sia di promozione che di retrocessione.

## Squadre partecipanti
- F.C. Calcio Acri, Acri (CS)
- A.S. Bovalinese, Bovalino (RC)
- A.S.D. Castrovillari Calcio, Castrovillari (CS)
- A.S. Chiaravalle, Chiaravalle Centrale (CZ)
- A.C. Locri 1909, Locri (RC)
- C.C. Palmi, Palmi (RC)
- S.S. Polistena, Polistena (RC)
- U.S. Praia, Praia a Mare (CS)
- U.S. Pro Pellaro, Pellaro di Reggio Calabria

- A.S.D. S.S. Rende, Rende (CS)
- S.S. Roccella, Roccella Ionica (RC)
- Pol. Rossanese, Rossano (CS)
- S.S. Trebisacce, Trebisacce (CS)
- Tremulini, Reggio Calabria
- S.S. Tropea, Tropea, Tropea (VV)
- Vigor Nicastro, Lamezia Terme (CZ)

## Classifica finale
|  | Pos. | Squadra        | Pt | G  | V  | N  | P  | GF | GS | DR  |
|  | ---- | -------------- | -- | -- | -- | -- | -- | -- | -- | --- |
|  | 1.   | Rende          | 40 | 30 | 16 | 8  | 6  | 59 | 25 | +34 |
|  | 2.   | Trebisacce     | 37 | 30 | 16 | 5  | 9  | 48 | 35 | +13 |
|  | 3.   | Rossanese      | 36 | 30 | 12 | 12 | 6  | 34 | 19 | +15 |
|  | 4.   | Acri           | 34 | 30 | 12 | 10 | 8  | 32 | 29 | +3  |
|  | 5.   | Vigor Nicastro | 31 | 30 | 13 | 5  | 12 | 33 | 30 | +3  |
|  | 5.   | Chiaravalle    | 31 | 30 | 11 | 9  | 10 | 24 | 27 | -3  |
|  | 7.   | Bovalinese     | 30 | 30 | 13 | 4  | 13 | 44 | 44 | 0   |
|  | 7.   | Praia          | 30 | 30 | 10 | 10 | 10 | 27 | 28 | -1  |
|  | 7.   | Palmi          | 30 | 30 | 11 | 8  | 11 | 30 | 34 | -4  |
|  | 10.  | Tropea         | 29 | 30 | 9  | 11 | 10 | 32 | 38 | -6  |
|  | 11.  | Polistena      | 28 | 30 | 11 | 6  | 13 | 35 | 41 | -6  |
|  | 12.  | Pro Pellaro    | 27 | 30 | 11 | 5  | 14 | 33 | 35 | -2  |
|  | 12.  | Castrovillari  | 27 | 30 | 6  | 15 | 9  | 26 | 33 | -7  |
|  | 14.  | Roccella       | 26 | 30 | 10 | 6  | 14 | 31 | 41 | -10 |
|  | 15.  | Locri          | 25 | 30 | 9  | 7  | 14 | 26 | 35 | -9  |
|  | 16.  | Tremulini      | 19 | 30 | 5  | 9  | 16 | 29 | 49 | -20 |